# Phaiogramma etruscaria
Phalène verte des Ombellifères
Pour les articles homonymes, voir Phalène.
Espèce
Synonymes
- Chlorissa pulmentaria (Guenée, 1858)[1]
- Geometra etruscaria Zeller, 1849[1]
- Nemoria pulmentaria Guenée, 1858[1]

Phaiogramma etruscaria, la Phalène verte des Ombellifères, est une espèce européenne, africaine et asiatique de lépidoptères (papillons) de la famille des Geometridae.

## Description
L'imago a une envergure de 17 à 19 mm chez les mâles, de 20 à 23,3 mm chez les femelles. Les ailes sont vert clair, avec des lignes antémédiales blanches bien visibles et de petites stries marbrées. Les tibias postérieurs ont des éperons terminaux chez les mâles, deux paires d'éperons chez les femelles. Les antennes sont ciliées chez les mâles, tandis que chez les femelles, elles sont filiformes. Les adultes volent de mai à juin. Il y a une génération par an. Les pupes hivernent.

## Répartition
On trouve Phaiogramma etruscaria autour de la mer Méditerranée en Europe et en Afrique du Nord ainsi qu'en Asie Centrale jusqu'au Kazakhstan
Cette espèce habite les maquis chauds et les coteaux xérophiles.

## Écologie
La chenille consomme les plantes des genres Anthriscus, Bupleurum, Eryngium, Melilotus, Paliurus, Rosa et Seseli et des espèces Clematis vitalba, Ferula communis, Foeniculum vulgare, Gypsophila struthium, Limonium dichotomum, Peucedanum oreoselinum, Pimpinella saxifraga, Retama sphaerocarpa, Ruta montana.